# Myodochini

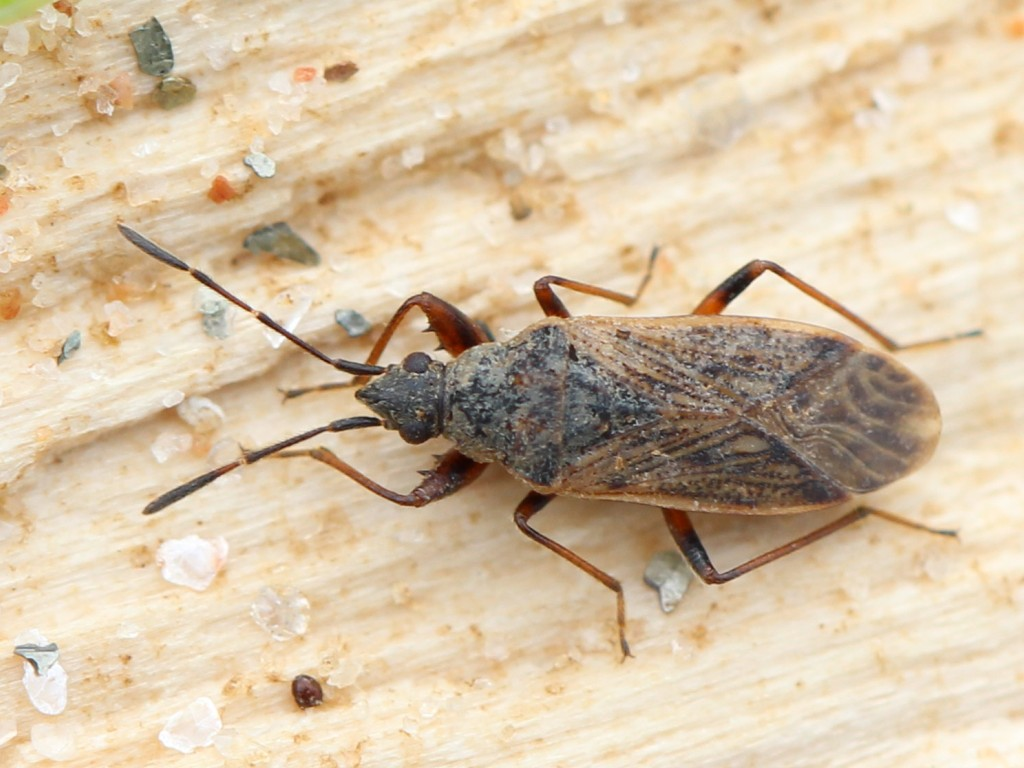
Pachybrachius fracticollis

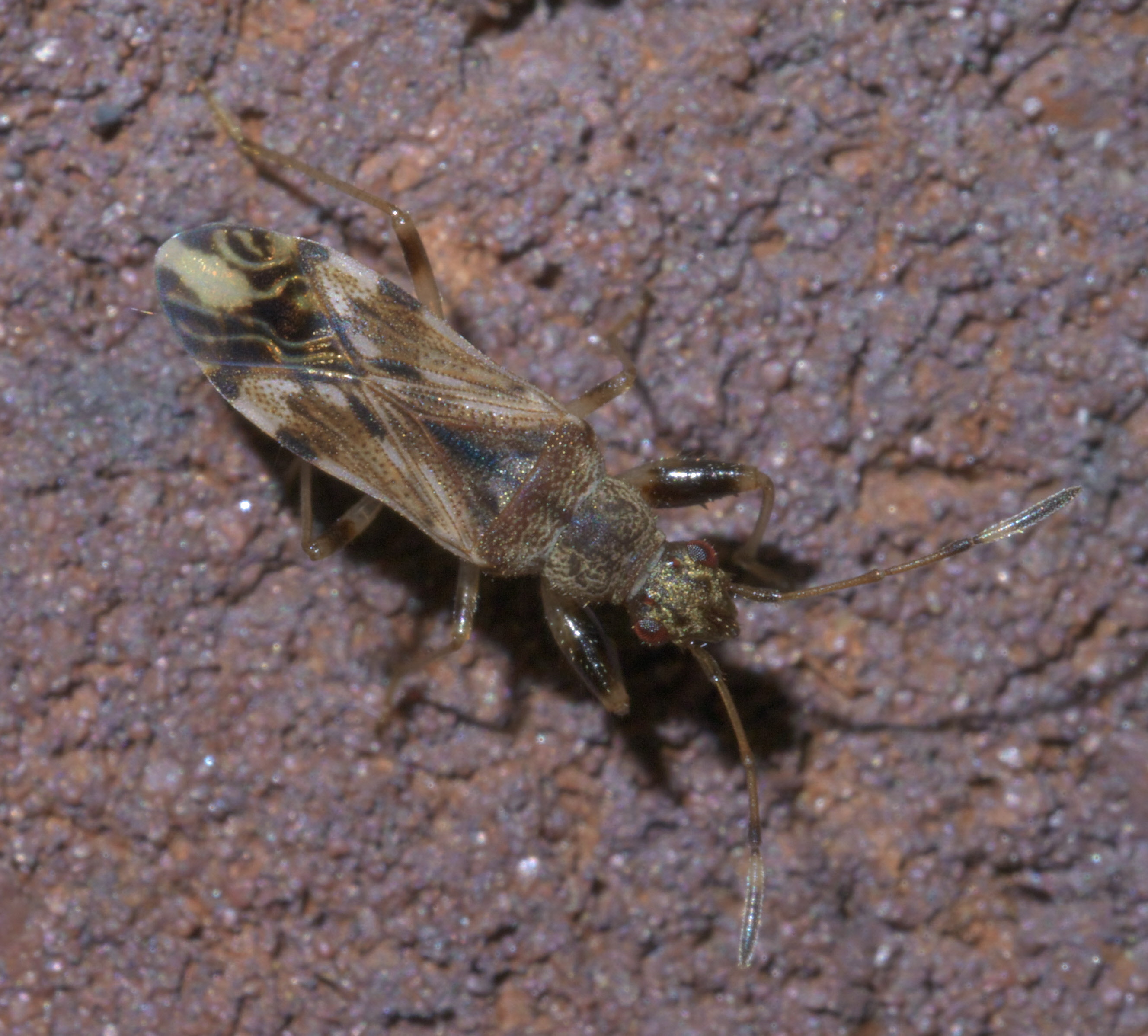
Neopamera albocincta

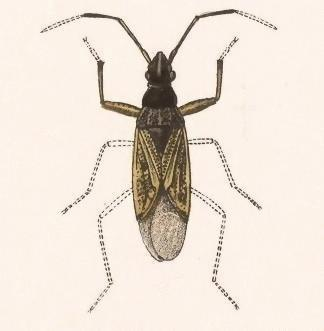
Rycina Ligyrocoris litigiosus

Myodochini – plemię pluskwiaków z podrzędu różnoskrzydłych i rodziny brudźcowatych.
Pluskwiaki o ciele różnych rozmiarów i pokroju; od wydłużonego i wąskiego do krótkiego i przysadzistego. Liczne gatunki upodobnione do mrówek poprzez zwężenie przedniej i rozszerzenie tylnej części odwłoka. Przedplecze niemal u wszystkich gatunków ma zaokrąglone przednio-boczne krawędzie. Odwłok jest pozbawiony laterotergitów i ma przetchlinki drugiej, trzeciej i czwartej pary umieszczone na grzbietowej stronie segmentów, a pozostałe na ich sternitach.
U larw obecny jest szew Y-kształtny i ujścia trzech par grzbietowych gruczołów zapachowych na odwłoku. W przeciwieństwie do licznych przedstawicieli Udeocorini przy ujściach tych nie występują duże rejony czarnego, silnie zesklerotyzowanego oskórka.
Plemię rozprzestrzenione jest kosmopolitycznie. Najliczniej reprezentowane jest na półkuli zachodniej, a zwłaszcza w krainie neotropikalnej. W Australii stwierdzono 27 gatunków, w tym 13 endemiczne. W Polsce stwierdzono 3 gatunki z 2 rodzajów (zobacz: brudźcowate Polski).
Takson ten wprowadził w 1845 roku Émile Blanchard. Należy do niego ponad 320 opisanych gatunków, sklasyfikowanych w rodzajach:
- Acrolophyses Dellapé & Henry, 2010
- Aegyptocoris China, 1936
- Afrovertanus Scudder, 1962
- Andercnemodus Brailovsky & Cervantes, 2011
- Ashlockaria Harrington, 1980
- Bacacephalus Harrington, 1980
- Baranowskiobius Dellapé, Melo & Henry, 2016
- Bergicoris Dellapé, 2010
- Caenopamera Barber, 1918
- Carpilis Stal, 1874
- Catenes Distant, 1893
- †Catopamera Scudder, 1890
- Cholula Distant, 1893
- Cnemodus Herrich-Schaeffer, 1850
- †Cophocoris Scudder, 1890
- †Ctereacoris Scudder, 1890
- Distingphyses Scudder, 1962
- Dushinckanus Brailovsky, 1979
- Ereminellus Harrington, 1980
- Erlacda Signoret, 1863
- †Eucorites Scudder, 1890
- Eucosmetus Bergroth, 1894
- Euparomius Hedge, 1990
- Exopamera Distant, 1918
- Exopamerana Malipatil, 1978
- Fontathanus Scudder, 1963
- Froeschneria Harrington, 1980
- Gyndes Stal, 1862
- Henicopamerana Malipatil, 1986
- Henicorthaea Malipatil, 1978
- Henryaria Dellapé, Melo & Montemayor, 2018
- Heraeus Stal, 1862
- Horridipamera Malipatil, 1978
- Humilocoris Harrington, 1980
- Incrassoceps Scudder, 1978
- Kolenetrus Barber, 1918
- Ligyrocoris Stal, 1872
- †Lithocoris Scudder, 1890
- Megacholula Harrington, 1980
- Megapamera Scudder, 1975
- Mimobius Poppius & Bergroth, 1921
- Myodacanthus Dellapé, 2012
- Myodocha Latreille, 1807
- Myodorthaea Malipatil, 1978
- Neocnemodus Dellapé & Malipatil, 2012
- Neomyocoris Dellapé & Montemayor, 2008
- Neopamera Harrington, 1980
- Orthaea Dallas, 1852
- Pachybrachius Hahn, 1826
- Paisana Dellapé, 2008
- Pamerana Distant, 1909
- Pamerapa Malipatil, 1978
- Pamerarma Malipatil, 1978
- Paracholula Harrington, 1980
- Paraheraeus Dellapé, Melo & Henry, 2016
- Parapamerana Malipatil, 1980
- Paraparomius Harrington, 1980
- Paromius Fieber, 1861
- Pephysena Distant, 1893
- Perigenes Distant, 1893
- †Phrudopamera Scudder, 1890
- †Procoris Scudder, 1890
- Prytanes Distant, 1893
- Pseudocnemodus Barber, 1911
- Pseudolaryngodus Malipatil & Gao, 2019
- Pseudopachybrachius Malipatil, 1978
- Pseudopamera Distant, 1893
- Pseudoparomius Harrington, 1980
- Ptochiomera Say, 1831
- Remaudiereana Hoberlandt, 1954
- Scintillocoris Slater & Brailovsky, 1993
- Shinckadunus Dellapé & Melo, 2020
- Sisamnes Distant, 1893
- Slaterobius Harrington, 1980
- Stalaria Harrington, 1980
- †Stenopamera Scudder, 1890
- Stigmatonotum Lindberg, 1927
- Stridulocoris Harrington, 1980
- Suffenus Distant, 1904
- Tenuicoris Slater & Harrington, 1974
- Thoraea Dellapé & Montemayor, 2011
- Togo Bergroth, 1906
- Valonetus Barber, 1918
- Villalobosothignus Brailovsky, 1984
- Woodwardocoris Malipatil, 1978
- Xenydrium Poppius & Bergroth, 1921
- Zeridoneus Barber, 1918
- Zeropamera Barber, 1948